# Giro d'Italia de 1964
Giro d'Italia 1964 foi a quadragésima sétima edição da prova ciclística Giro d'Italia (Corsa Rosa), realizada entre os dias 16 de maio e 7 de junho de 1964.
A competição foi realizada em 22 etapas com um total de 4.119 km.
O vencedor foi o ciclista francês Jacques Anquetil. Largaram 130 competidores, cruzaram a linha de chegada 97 corredores.